# 12号加利福尼亚州州道
12号加利福尼亚州州道（California State Route 12）是加利福尼亚州的一条东西走向的州级公路，长226.34千米，西起索诺马县的塞瓦斯托波尔接116号加利福尼亚州州道，东至卡拉韦拉斯县的聖安德烈亞斯]接49号加利福尼亚州州道，位于旧金山湾区聖羅莎的部分路段以快速公路标准建设 。